# Третья фитна
Тре́тья фи́тна, также известная как Аббаси́дская револю́ция или Восста́ние Абу́ Мусли́ма — многосторонняя гражданская война в Арабском халифате (747—750 гг.) начатая хорасанским проповедником Абу Муслимом при поддержке Аббасидов. По её итогам единый Халифат распался, власть в западной его половине отошла Омейядам, а в восточной — Аббасидам.

## Предпосылки
Экономическая мощь Халифата основывалась, прежде всего, на территориальной экспансии, достигшей своего пика при аль-Валиде I. Прекращение экспансии в сочетании с непродуманной экономической и религиозной политикой наследников ал-Валида I — Сулеймана I и Умара II — привели к нарастанию кризиса, волнениям и мятежам. 
Наместники — в особенности наместники удалённых провинций — оказались на достаточном удалении от Дамаска, чтобы начать проводить самостоятельную политику, которая так же оказывалась недостаточно продумана и неэффективна. Последовавшая реакция и репрессии в сочетании с постоянной ротацией наместников оказали противоположный эффект: напряжение в провинциях нарастало. Уже при Язиде II в провинциях Халифата стали обыденными восстания, ко времени Хишама I начавшие сливаться в цельные фронта антиомейадского сопротивления. Начиная с ал-Валида II халифы фактически не контролировали ситуацию в стране — восстания происходили в самой Сирии, вотчине Умайадов, а наиболее отдалённые провинции жили самостоятельной жизнью. Восхождение на вершину власти «полукровок», детей невольниц, вроде Язида II и Ибрахима I, лишь обостряло ненависть «чистокровных» арабов. То обстоятельство, что с 743 по 745 г. в Халифате успело смениться три правителя, а с минбара говорил уже четвёртый, ещё более подстегнуло ситуацию: в Халифате началась многосторонняя гражданская война.
Строго говоря, Третья фитна — последний этап более продолжительной гражданской войны. Формально её началом считается открытое антиправительственное выступление сторонников Аббасидов под руководством Абу Муслима 747 г. н. э. в Мервском оазисе.

## Аббасидыдо Третьей фитны

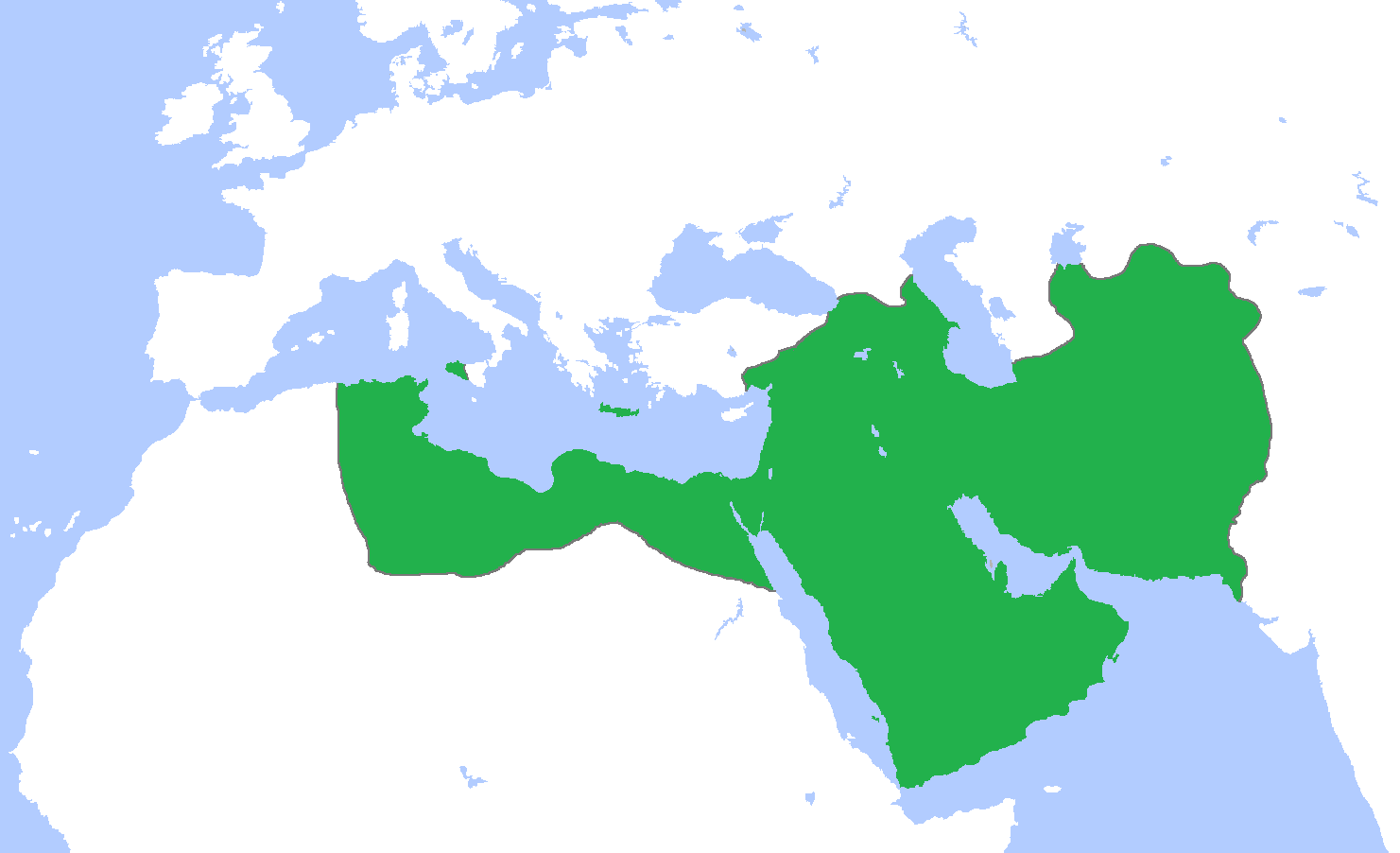
Территория Аббасидского халифата (850)

Потомки ал-Аббаса ибн Абд ал-Мутталиба занимали видные посты в Халифате с первых дней его существования. Старший сын ал-Аббаса, Абу ал-Аббас Абдуллах ибн Аббас ал-Курайши, стал одним из первых теоретиков исламского права, вынося фетвы на основе Корана, сунны и суждений авторитетных сподвижников Пророка. Именно ему приписывается идея сбора хадисов. Образованность ибн Аббаса отмечали даже византийцы — так, наместник Северной Африки Георгий назвал его учёнейшим из арабов. После экономической реформы Усмана ибн Аффана Аббасиды быстро стали одними из богатейших родов Халифата.
Во время первой фитны дети ал-Аббаса заняли позиции передачи власти членам семьи пророка — то есть сторонниками Али б. Абу Талиба. В сражении при Сиффине ибн Аббас командовал одной из частей войска Али б. Абу Талиба, за что в правление Али получил должность наместника Басры. Со смертью Му’авийи I между потомками ал-Аббаси и Али произошёл разлад: Хусейн ибн Али решил заявить свои права на верховную власть, ибн Аббас же не желал нового витка борьбы за власть и отговаривал родственника от этой затеи. После того, как мятеж Хусейна был подавлен, сам он — убит, а его брат Хасан ибн Али отказался от участия в дальнейшей борьбе за верховную власть, Абдаллах б. Аббас сохранил нейтралитет и сумел выстроить тёплые отношения с Йазидом ибн Муавийей. Подобно главе рода, все Аббасиды сохранили свои владения и должности. Отношения между родами Умайадов и Аббасидов сохраняли теплоту ещё поколение — так, Али б. Абдуллах б. ал-Аббас сумел выстроить отношения с Абдул-Маликом.
Включение Аббасидов в антиумаййадское движение произошло при неоднозначных обстоятельствах.
Во времена правления Абдуллаха ибн аз-Зубайра, аль-Мухтар ас-Сакафи проводил в Ираке пропаганду в пользу Мухаммад ибн аль-Ханафийи, третьего (после Хасана и Хусейна) сына Али ибн Абу Талиба. Ас-Сакафи призывал отомстить за Хусейн ибн Али; сформированная им в Таифе группа объявила о том, что после Мухаммада ибн аль-Ханафии имамом является его сын Абу Хашим Абдуллах, начавший выступления в последние годы правления Сулеймана. Проживавший в Дамаске действующий глава рода Аббасидов, Мухаммад ибн Али ибн Абдуллах ибн аль-Аббас (правнук аль-Аббаса), пригласил Абу Хашима в попутчики до своего поместья в ал-Хумайме. По дороге Абу Хашим то ли заболел, то ли был отравлен — и скончался в дому Мухаммада ибн Али в 97—98 г. х., то есть в разгар Второй осады Константинополя войсками Сулеймана. Умирая, Абу Хашим будто бы перепоручил Мухаммаду ибн Али свою паству — что примечательно, все они являлись мавлами, то есть восходили к тем же самым людям, что в 680-х поддерживали кайсанитский мятеж аль-Мухтара. По словам самого Мухаммада б. Али, умирающий Абу Хишам в последние минуты своей жизни открыл ему, что Пророк предсказал Али недолговечность власти его рода и последующий переход её к потомкам ал-Аббаса, которые возьмут Алидов под покровительство и отомстят за все нанесённые им обиды. Тогда же он будто бы указал точное место в доме в Куфе, где спрятан свиток с предсказаниями будущего, будто бы переданный Пророком Али б. Абу Талибу.
Поскольку разговор шёл с глазу на глаз, Мухаммад б. Али мог придумать что угодно, однако время было выбрано верно: наступал 100-й год правления власти, а с этим числом многие недовольные связывали надежды на падение режима точно так же, как 30 лет назад связывали с 70-летием.
Центром организации Аббасидов стала Куфа. Первые подпольные ячейки Аббасидской пропаганды были созданы в Мервском оазисе в 100 г. х. (717) — уже при Умаре II — под руководством Мухаммада б. Али и Букайра б. Махана. Следующим шагом распространения сети стал Джурджан. Лозунгом движения стал призыв «следовать Корану и сунне Пророка», вследствие своей абстрактности позволявший агентам подстраивать риторику под особенности местного населения. Пропаганда среди населения — даже внутри Мервского оазиса и самого Мерва — выглядела обычными разговорами недовольных поселян; был начат сбор закята в пользу «неизвестного имама». О местонахождении «неизвестного имама» и, тем более, о его личности, знали лишь единицы. Организация Аббасидов была тщательно законспирирована и никогда не вступала в боевые действия против правительства
В 720-х гг. начались антиарабские волнения в Мавераннахре и Согде, выступления хариджитов (восстания Йазида б. ал-Мухаллаба и ал-Хариса б. Сурайджа в Хорасане и берберского восстания в Ифрикийе); к 730-м гг. в открытую выступили шииты под руководством Зайда ибн Али. Расположенный на другом краю страны аль-Андалус разрывался от межэтнических конфликтов и фактически не контролировался никем — не то что из Дамаска, но даже из Кайравана. Власть над Магрибом так же была шаткой — в начале 129 г. х. (осенью 746) там произошло восстание суфритов, а в сафаре (22.10-19.11) того же года вспыхнуло восстание ибадитов. На фоне происходящего куда менее агрессивное аббасидское движение было совершенно незаметно. Так, в правление Хишама ибн Абдул-Малика во время массовых арестов в Куфе был схвачен сам Букайр — однако никто не догадался, что взят глава подполья; он был отпущен. После Букайра ибн Махана движение в 747 г. возглавил Абу Салама аль-Халлял, так же поначалу стремившийся не входить в конфронтацию с Омейядами.
То, каким образом существовала сеть Аббасидов до начала третьей фитны, вызывает вопросы о целях её существования. Относительно безопасный сбор закята в пользу неизвестного имама, имени и местонахождения которого никто из рядовых членов организации не знал, приносил Аббасидам немалый доход. Даже если Абу Салама и прельщался туманной перспективой верховной власти, то он был тем редким случаем в истории, когда претендент не только не тратится на пропаганду, но, наоборот, зарабатывает на ней.

## События Третьей Фитны

### Выступление Аббасидов вХорасане
В конце 128—129 г. х. (т. е. в марте 747) полномочным представителем имама Ибрахима ибн Мухаммада б. Али в Хорасане являлся раб-вольноотпущенник Абу Муслим. Собрав закят в пользу неизвестного имама, Абу Муслим отправился к Ибрахиму в Куфу с обозом из нескольких повозок и 70 человек в середине джумады второй (т.е. 3—4 марта 747) — однако на выезде из Мервского оазиса такой заметный обоз был остановлен. Абу Муслиму пришлось приложить немало усилий, чтобы доказать, что едут они в паломничество; данный эпизод указывает на то, что даже в условиях гражданской войны контроль над дорогами со стороны правительства осуществлялся. Не рискуя ехать по центральной дороге через Сирахс и Нишапур, Абу Муслим свернул на дорогу к Абиверду — после чего по краю степи направился к Реййу, миновав Нису. На пол-пути, в Кумисе, его встретил посланник имама, передавший знамя как благословение на начало открытого восстания и приказ передать собранные деньги (их было будто бы 300 тыс. дирхемов) с Кахтабой б. Шабибом, а самому возвратиться в Мерв и возглавить восстание.
Вернувшись в Мерв в мае того же года, Абу Муслим разместился в селении Фанин у покровительствующего ему Абу Дауда Ибрахима, а затем в доме Сулаймана б. Касира предъявил в присутствии местных руководителей отделения организации верительную грамоту от имама. Присутствующие были поражены: они верили что движение возглавит «человек из семьи Пророка», а над ними был поставлен неараб, да ещё и вольноотпущенный, пусть даже и мавла имама. Особенно возмущён был сам Сулайман, считавший себя главой мервского подполья; он закричал: «Мы сносили неприятности этого дела, были исполнены страхом, не спали ночей, нам отсекали руки и ноги, выкалывали глаза, отсекали языки и пытали всякими тяжкими казнями: избиение плетьми и заточение в темницах было самым пустячным из того, что нас постигало! А когда мы почуяли веяние жизни, разверзлись наш взоры и созрели плоды наших наслаждений, на нас свалился этот чужак, о котором мы не знаем, из какого яйца он вылупился, из какого гнезда он выпорхнул» — после чего швырнул в Абу Муслима чернильницей. Абу Дауд и немногие более сознательные участники бросились к раненому Абу Муслиму, отёрли кровь и заверили, что повинуются воле имама. Подобный инцидент едва не сорвал всё восстание и ярко свидетельствовал о том, чего ждали от него участники.
Из Фанина Абу Муслим разослал вестников в сообщать о начале открытого выступления в первый день рамадана; призыв к вооружённому восстанию последовал в ночь с последнего четверга этого месяца на пятницу, 9 июня 747 г.. По сигналу из Мерва и иных селений к знамени имама, установленному на древке высотой в 13 локтей (6,5 м), стали прибывать большие группы сторонников. Было и второе знамя, на ещё более длинном древке. Оба знамени были чёрного цвета — и такого же цвета была одежда собравшихся. Обряд моления, на котором председательствовал Сулейман ибн Касир, был изменён: увеличено количество поклонов между проповедью и чтением Корана, количество славословий «Аллах велик» и так далее. Главным же новшеством стало то, что проповедующий не сидел на минбаре, общаясь как учитель с учениками, но вёл проповедь стоя, возвышаясь над остальными. Несмотря на то, что произошедшее прямо противоречило «обычаю Пророка», за чистоту которого собирались сражаться все присутствующие, это никого не смутило. Правящую династию ненавидели настолько, что любое отторжение существующих при ней порядков воспринималось легко.
Почти все сведения о происходящем в Хорасане в указанный период времени восходят к проаббасидских источникам, вследствие чего нельзя сказать достоверно, что же происходило в противоположном лагере. Известно лишь, что Наср ибн Саййар отправил против восставших конный отряд на 17-18 дни от начала открытого выступления, то есть 27—28 июня 747 г. Указанный отряд был разбит вечером следующего дня. Вероятно, Наср считал Абу Муслима менее опасным противником, чем ал-Кирмани — из 4-5 тысяч собравшихся под чёрные знамёна Аббасидов большинство составляли плохо вооружённые люди, рядовые арабы, местные жители и даже беглые рабы, вооружённые одними дубинками. Показательно, что в одном из отрядов, прибывших в первые дни, из 1300 бойцов только 16 было конными. Единственную реально боеспособную силу представляли хуза’иты Сулаймана б. Касира, так что Наср ибн Саййар резонно считал, что сумеет справиться с ними, когда покончит с ал-Кирмани. Как бы то ни было, под знамёна «праведного имама из рода Пророка» стекалось всё больше людей — за 42 дня прибыло ещё несколько тысяч, так что ставку пришлось перенести в Махуван, западнее Мерва.
Прибытие значительного количества беглых рабов поставило Абу Муслима в неудобное положение и вынудило обратиться за советом к соратникам. Ради расширения фронта было принято решение принимать беглых рабов, но селить их отдельным лагерем, отдельно от свободных мусульман. После этого недовольные хозяева стали приходить к Абу Муслиму и жаловаться на беглых, требуя их выдачи; не желая ссориться с родовитыми арабами (неважно, участниками движения или сторонними людьми), Абу Муслим отправил в лагерь беглых рабов гонца с приказом вернуться к своим хозяевам. Предводитель рабов заявил, что после такого тяжкого проступка, как бегство, они не могут вернуться. Арабские источники не указывают, эта или какая-то иная, более веская причина, заставила Абу Муслима отказаться от своего решения. Чтобы сохранить лицо, он объявил через глашатае, что имел в виду возвращение к единственно законным хозяевам — к роду Пророка. Этот эпизод показывает, насколько хрупка была организация повстанцев
Первым серьёзным успехом восставших стал захват Мерверруда 1 pу-ль-ку’да (14 августа). Лишь после этого Наср ибн Саййар с большим вниманием отнёсся к восставшим под чёрными знамёнами. Зная о конфликте ал-Кирмани и Насра, Абу Муслим пытался даже склонить последнего к союзу — обещая подчиняться ему, если тот будет «следовать Корану и обычаю Пророка, признаёт власть угодного из рода Пророка». Салм ибн Ахваз, правая рука Насра, отметил, что подобному обещанию может поверить разве что ребёнок. В таких условиях Наср решил пойти на перемирие с Джудайем б. Али ал-Кирмани — тот прибыл в Мерв в сопровождении сотни всадников, однако переговоры быстро переросли в перепалку, а после — и в бой, в котором Джудайа погиб, а его тело было распято у ворот. После этого Наср сумел сплотить жителей Мерва против Абу Муслима — какую-то роль в этом сыграло убеждение в том, что восставшие отступили от норм ислама. Поскольку Наср после победы над ал-Кирмани мог перекрыть водоканал, питающий Махуван, Абу Муслим перенёс ставку в Алин, находящийся на канале Харакана; лагерь беглых рабов был перемещён в Абивард и им будто бы даже было назначено жалование в размере 3 дирхемов в месяц. А Алине Абу Муслим обосновался 6 зу-л-хиджжа 129 г.х. (18 августа 747) и отправил праздник жертвоприношения через три дня.
В этот момент в игру включился новоизбранный представитель хариджитов — Шайбан ибн Салама ас-Садуси, имевший чёткую позицию. Он легко пошёл на договор о ненападении с Абу Муслимом, а потом — после некоторой задержки — на аналогичный договор с Насром, но со сроком в год. Когда Салм ибн Ахваз прибыл к Шайбану для подписания договора, то застал у него Али б. Джудаййа ал-Кирмани; попытка Али склонить вождя хариджитов к нарушению договора и совместному нападению на Насра не увенчалась успехом. Тогда с предложением о переговорах выступил Абу Муслим — договор был заключён не позднее 5 мухаррама 130 г.х. (15 сентября 747), когда Абу Муслим вернулся в лагерь. В то время, пока между тремя сторонами ли переговоры, Абу Муслим успел отправить в Герат отряд Найра б. Ну’айма, захватившего город в сжатые сроки. Наср обратился было с просьбой о помощи к Марвану II — однако получил афористично краткий отказ «присутствующий видит то, что не видит отсутствующий. Срежь бородавку сам». Наср обратился за помощью к Йазиду б. Умару б. Хубайре — и так же получил отказ под предлогом того, что у Йазида нет лишних воинов. Оба отказа связаны с событиями, происходившими вне Хорасана.

### Захватхариджитамисвященных городов
Летом 747 г. , когда движение Аббасидов только набирало силу, Халифат раздирало множество иных конфликтов, на фоне которых ситуация в Хорасане казалась рядовым восстанием. Идеи хариджитов будоражили население не только удалённых провинций вроде Хорасана и Магриба, но даже самой Аравии. От Басры до Хадрамаута давно и активно действовали хариджитские проповедники — и, в отличие от аббасидской пропаганды, действовали они разрозненно (кроме ибадитов). В Хадрамауте халифом объявил себя Абдаллах ибн Йахйа ал-Кинди — в августе 746 г.  он вёл проповедь прямо в Мекке, среди паломников, собравшихся для совершения хаджа. Здесь с ним познакомился Абу Хамза Халид ибн Ауф ал-Азди, не первый год призывающий к свержению Марвана II в частности и Умаййадов вообще. Проповеди Абдаллаха произвели на Абу Хамзу такое впечатление, что он присягнул ему как халифу и стал его последователем. Вернувшись в Басру, являвшуюся в описываемый период центром ибадитского сопротивления, Абу Хамза вёл так пропаганду некоторое время — после чего с большой группой сторонников из племён наср бану азд и наср бану захран вернулся в Хадрамаут. Численность этих войск классическими арабскими источниками не указывается, однако по последовавшим событиям их должно было быть не менее нескольких сотен.
С прибытием Абу Хамзы Абдаллах б. Йахйа открыто выступил против существующей власти. Наместник Хадрамаута не смог ничего противопоставить объединённым силам мятежников; его резиденция в Даммуне (недалеко от Тарима) была захвачена. а сам он брошен в тюрьму. Этот успех прибавил Абдаллаху решительности и увеличил число сторонников; следующим шагом стала атака на столицу Йемена. Источники не сообщают ни даты овладения Хадрамаутом, ни продолжительности пребывания в нём, ни даты выступления на Сан’а — однако по датировкам последующих событий поход этот не мог начаться раньше второй половины 129 г.х. (весна 747).
Наместник Йемена встретил ибадитов перед городом в заранее подготовленном лагере, окружённым рвом. Войско защитников города было многочисленнее войска осаждавших — однако Абдаллах б. Йахйа решился на внезапную ночную атаку, в ходе которой был захвачен лагерь наместника, а защитники разбежались (19). Местное население не оказало сопротивления, так что когда ибадиты вступили в город, Абдаллах не только не казнил гражданских, но даже раздал им часть денег из захваченной казны. Пробыв в Сан’а до начала хаджа (20-22 августа 747 г. н. э.), Абдаллах направил в Мекку верных от двух до десяти тысяч человек под командованием Абу Хамзы.
Колонна ибадитов прибыла не к началу обряда паломничества, а к середине — когда руководящий хаджем наместник Медины и Мекки Абдалвахид б. Сулейман б. Абдул-Малик приступал к проповеди. Когда колонна вооружённых всадников встала отдельно от основной массы паломников, последние заволновались; когда колонна вооружённых всадников после призыва Абдалвахида отказалась сложить оружие и присоединиться к общей массе паломников, волнение усилилось; когда Абу Хамза начал проводить собственную молитву и собственную проповедь, наместник Мекки и Медины из страха расправы покинул город и оставил Абу Хамз фактическим хозяином положения. Он лишь сообщил халифу о потере Мекки — и лишь через три недели двинулся на Мекку с 8-тысячным войском. Основную часть этой армии составляли курайшиты и мединцы, потомки ансаров.
Узнав о выступлении правительственных войск, Абу Хамза выступил им наперерез и встретился 9 сафара 129 г.х. (29.10.747 г. н. э.) у Кудайда, в дне пути от Мекки. Силы противников были примерно равны (21), сражение шло упорно — но в конце концов мединцы понесли большие потери и были обращены в бегство. Всех пленных Абу Хамза показательно казнил. После этого войска ибадитов быстрым маршем (за 4 дня) достигли Медины и 13 сафара захватили её. После произошедшего Марван II сместил Абдалвахида б. Сулеймана и назначил на его место Абдул-Малик б. Мухаммада б. Атийу ас-Сади, предоставив ему не курайшитско-ансарское ополчение, но закалённых в боях с Византией воинов (рабита) из числа кайситов. Эти 4 тысячи всадников, отлично экипированных, встали на пути войска ибадитов, направлявшегося завоёвывать Сирию, под Вади-л-Кура. Войско ибадитов было опрокинуто и разгромлено, их командир погиб, а его голова — вздёрнута на копьё. Остатки ибадитов откатились под Медину — однако долго продержаться там, среди враждебно настроенного населения, не смогли. После трёхдневной обороны остатки ибадитов покинули Медину и горами ушли в Мекку, где в 15 тыс. воинов стоял лагерем Абу Хамза. Указанные события никак не датированы. С учётом скорости передачи информации, времени на сбор войск и скорости его продвижения, возвращение Медины под власть халифа не могло произойти ранее, чем через месяц её захвата ибадитами — то есть, к концу ноября 747 г. н. э..
Войска Абдул-Малика б. Мухаммада направились в Мекку, где Абу Хамза успел соорудить укреплённый лагерь вне города. Бой продолжался в течение дня. Абу Хамза был убит вместе с каким-то количеством ибадитов; 400 сдавшихся в плен обезглавили на месте, тела всех покойных распяли при входе в Мекку. После этого ас-Сади выступил на свой родной город Сан’а, где укрепился Абдаллах б. Йахйа. Очевидно, последний выступил ему навстречу — оба войска встретились под Табалой, что гораздо ближе к Мекке, чем к Сан’а. Битва была настолько упорна, что для отражения атаки сирийской конницы примерно тысяче ибадитов пришлось спешиться — однако это не переломило ход сражения. Все они, включая Абдаллаха б. Йахйа, были перебиты. Хариджиты избрали новым вождём Йахйу б. Абдаллаха и отступили в Аден; основная часть правительственного войска, направленная на возврат священных городов, вернулась в Джазиру. Через некоторое время ас-Сади самостоятельно собрал отряд и — пополнив войско жителями Сан’а — лично возглавил поход на Аден. Мятежники были перебиты, Йахйа — убит и распят, остатки ибадитов скрылись в Хадрамауте. Абдул-Малик б. Мухаммад повёл войска и в Хадрамаут, где после двухдневного сражения захватил Шибам и жестоко расправился с мирными жителями, приютившими мятежников. Окончательное овладение регионом и поголовное уничтожение ибадитов не состоялось только по причине приказа Марвана II возглавить хадж.
Таким образом, в середине 130 г.х. (начале 748 г. н. э.) у Марвана II были крайне веские причины отвечать Наср ибн Саййару, что войск для оказания помощи в Хорасане у него нет.

### БегствоНасра ибн Саййараи сдачаХорасана
События в Хорасане развивались менее кроваво, чем в Аравии, но более решительно склоняли чашу весов на сторону противников Умаййадов.
После сближения Абу Муслим с Али б. Джудаййем ал-Кирмани население Мерва постепенно стало переходить в лагерь Абу Муслима. Ситуация складывалась неоднозначная: Наср являлся наместником и располагался в своей резиденции в Мерве, в Мерве же располагался лагерем Али ал-Кирмани, вне Махуване стоял лагерем Абу Муслим, и рядом же — Шайбан ас-Садуси. Наср и Абу Муслим обменивались посланиями, Али ал-Кирмани и Абу Муслим так же наносили друг другу визиты, но решительных шагов не предпринимал никто из участников. Позиции центральной власти в лице Насра слабели. Перемирие нарушилось случайно — в середине декабря 747 г. н. э. на базаре между сторонниками Али ал-Кирмарни и Насра б. Саййара произошла ссора, переросшая в потасовку (25). На помощь дерущимся из обоих лагерей были посланы воины; одновременно Али отправил Абу Муслиму гонца с известием о начале столкновения с Насром. Абу Муслим, до этого не решавшийся на открытый союз с Али из опасения, что тот в решающий момент выйдет из игры, теперь вступил в вооружённый конфликт.
На подходе к Мерву Абу Муслима встретила делегация горожан, среди которых были и мудариты, ранее поддерживавшие Насра, и принесла ему присягу. После того, как в четверг войско Абу Муслима вступило в Мерв, боевые действия приостановились. Пока сражавшиеся выжидали развития событий, Абу Муслим принял присягу у жителей города и вступил в резиденцию наместника. В сложившихся условиях Наср был вынужден укрыться в своём доме и даже не появился на следующий день на пятничной утренней молитве. После этого указом Абу Муслима были схвачены и преданы казни главные сторонники Насра в количестве 25 человек (включая Салма ибн Ахваза). После произошедшего Наср отправил к Абу Муслиму человека с просьбой о гарантии безопасности, а сам стал готовиться к бегству. Ко времени начала вечерней молитвы Абу Муслим приказал своим людям доставить Насра в мечеть — однако тот сначала отговаривался отсутствием амана, а когда отговариваться стало уже невозможно, заявил, что перед походом в мечеть желает совершить омовение. Пройдя через внутренние покои дома, Наср вышел через заднюю дверь во двор, сел на коня и покинул город в сопровождении сына, домоправителя, одной жены и небольшого эскорта. Посланцы запоздало поняли, что их провели; Абу Муслим приказал организовать погоню, но ночью обнаружить следов беглого наместника не удалось.
Небольшой поначалу отряд Насра по пути значительно увеличился, так что вечером следующего дня в Серахс экс-наместник вступил во главе 2-тысячного ополчения. Увеличив отряд до 3 тыс., Наср отступил на запад, в Нишапур, стремясь добрать войско там. Какое-то количество бойцов Наср собрал — однако для штурма Мерва это войско было недостаточно, так что экс-наместник отправил Марвану II очередной призыв о помощи. Помощи от халифа не последовало — какой смысл был помогать человеку, который, располагая всеми ресурсами богатой провинции, не смог подавить незначительный поначалу мятеж.
В Мерве же Шайбан ибн Салама ас-Садуси оказался один перед союзом Али ал-Кирмани и Абу Муслима. Пробуя получить у Али поддержку против Абу Муслима, Шайбан получил отказ; более того, Абу Муслим потребовал от вождя хариджитов присяги. Шайбан отказал — и отношения приобрели такой оборот, что ему пришлось покинуть Мерв и отступить в Серахс. Таким образом, Абу Муслим стал полноправным хозяином положения в Мерве.
Последующие события плохо складываются в единую картину вследствие полного отсутствия дат в классических арабских источниках.
Первый удар Абу Муслим направил против хариджитов, выставив против них племя лайс (к которому принадлежал Наср) под командованием Ибрахима б. Бассама. Трёхтысячное войско Шайбана потерпело поражение и попыталось отступить за городскую стену — однако преследователи успели прорваться за ними. В городе совершилось побоище; сам Шайбан был убит в мечети, где искал убежища, после чего его голову доставили Абу Муслиму. Расправа в мечети вызвала волнения в рядах аббасидов; Абу Муслим вынужденно сменил командира.
Второй удар был нанесён по Балху — важнейшему военно-политическому центру на границе с Тохаристаном. Эта ответственная задача была поручена одному из самых верных соратников Абу Муслима — Абу Дауду. Наместник Балха, Зийад б. Абдаррахман ал-Курайши, дал бой вне города — и, потерпев поражение, бежал в Термезу. Абу Дауд беспрепятственно утвердился в Балхе — после чего наместником города был назначен Али ал-Кирмани. Здесь раскрыли себя противники союза Абу Муслима и Али ал-Кирмани: их возглавил Йахйа б. Ну’аума, отправившийся к Зийаду в Термез. К недовольным сторонникам аббасидов в Балхе присоединились так же арабы пограничных городов, владетели Тохаристана и Хутталяна. Командование этой неоднородной коалиции было доверено Мукатилу б. Хаййану ан-Набати, человеку наименее пристрастному и не склоняющемуся ни к местным феодалам, ни к арабам. Абу Муслим вынужден был отправить Абу Дауда на повторное завоевание Балха. Союзное войско встало лагерем между селением ал-'Уд в 18 фарсахах от Балха и р. ас-Сердженан. Исход сражения решило недоразумение: передовое охранение стало перемещаться к тылу для защиты от возможной тыловой атаки, а флажки у этого отряда были чёрного цвета. Увидев этот отряд, Балхцы решили, что их обходят воины Абу Дауда, и пустились в бегство. Кавалерия же самого Абу Дауда в это время прорвала строй фронтальной атакой и преследовала отступающих до самой реки, где большинство из них и утонуло. Остатки коалиции бежали за Джейхун, а Балх вновь стал аббасидским. После этого Абу Муслим назначил новым наместником Балха Усмана б. Джудаййу ал-Кирмани — брата Али б. Джудаййи ал-Кирмани. Это почётное назначение, среди прочего, разделило двух братьев. Воспользовавшись тем, что Усман ал-Кирмани с основными силами находился в Мерверруде, на Балх напали мудариты. Между Баруканом и Дастаджирдом произошло сражение, в котором мудариты взяли верх — однако под самим Балхом их настигло войско Усмана. Остатки мударитов вновь отступили за Джейхун, а комендантом Балха был назначен Абу Дауд, уже от своего имени объявивший Усмана ал-Кирмани правителем Хутталана.
Кахтаба ибн Шабиб прибыл к Абу Муслиму с очередными инструкциями от имама Ибрахима и благословением на новые битвы до окончания событий в Серахес и Балхе. Войско Кахтабы выступило на Тус двумя группами по 1 тыс. бойцов каждая: равнинной из Серахса и горной из Абиверда. Правитель Туса Нубата б. Мувайд запросил помощи у Насра — и тот отправил ему отряд под командованием своего сына Тамима б. Насра. К лагерю Нубаты и Тамима, разбитого под стенами города, начали стекаться добровольцы — их насчитывалось будто бы 30 тыс.. Подступив к лагерю противника, Кахтаба призвал покориться власти «богоугодного имама из рода Пророка» и, получив в ответ отказ и насмешки, атаковал. В жарком сражении Тамим б. Наср был убит; утратившее боевой дух, войско бежало за городские стены. Тогда в стене города был совершён пролом, через который бойцы Кахтабы ворвались в Тус и перебили всех защитников. Узнав о гибели сына, Наср б. Саййар оставил Нишапур и отступил ещё дальше на запад — в Кумис, не предприняв ни единой попытки оборонять город. В последний день ша’бана, 3 мая 748 г. н. э.,войска Кахтабы вступили в Нишапур.
Наср б. Саййар отсылал халифу всё новых гонцов с просьбой о помощи — но так и не получал её. Марван II перестал реагировать на Насра вовсе — не давал ему помощи, не оказывал никакой поддержки, но в то же время не смещал с должности наместника Ирака. Игнорировал Насра и ибн Хубайра, выступивший, однако, за назначение наместником Джурджана Нубаты ибн Ханзалы — командира, отличившегося в подавлениях восстаний хариджитов в Иране и Ираке. Отличился Нубата так же Двумя другими действиями: тем, что исключил воинов Насра из диванов Джурджана и тем, что под руководством Нубаты Джурджан был окружён рвом, при прокладывании которого собирали деньги с землевладельцев, не пожелавших, чтобы защитный ров проходил по их территории.
К тому времени, когда 1 зу-ль-ка’да 130 г.х (2 июня 748 г. н. э.) Кахтаба подошёл к Джурджану, в нём уже укрепилось войско, усиленное сирийской конницей. Последний факт особенно смутил воинов Кахтабы, так что ему пришлось выступить с речью, поясняя, почему они непременно победят нечестивцев. В этой речи была чётко сформулирована мысль о том, что эта война — реванш, предоставленный Аллахом коренным жителям Хорасана: «О люди Хорасана! Эта страна принадлежала вашим праотцам, и они одерживали победы над своими врагами благодаря своей справедливости и хорошему образу жизни, пока не изменили его и не стали действовать несправедливо. Тогда Аллах, великий и славный, разгневался на них и исторг у них власть, и отдал власть над ними презреннейшему в их глазах народу, который только был на земле. И они отняли у них их страну, стали брать себе в жёны их женщин и порабощать их детей. Но они при этом обычно судили по справедливости, были верны обещанию и помогали обиженным. Затем они изменили [это] и извратили, судя несправедливо и устрашая людей благочестивых и богобоязненных из родни Посланника Аллаха, да благословит его Аллах и да приветствует! Тогда он отдал вам власть над ними, чтобы отомстить им через вас, дабы это было для них жесточайшим наказанием, ибо вы преследовали их местью. И имам мне уже обещал, что вы встретите их в таком числе, в каком сейчас, и Аллах, великий и славный, дарует вам победу над ними, и вы обратите их в бегство и перебьёте их».
Несмотря на вдохновляющую речь, решающего сражения обе стороны избегали целый месяц. Лишь 1 зу-ль-хиджжа Кахтаба решился на штурм города после того, как пообещал неприкосновенность всем жителям города, которые не будут участвовать в обороне. После традиционного уже обмена предложениями перейти на сторону противника начался непосредственно бой, оказавшийся скоротечным: сын Кахтабы, Хасан, прорвал строй обороняющихся, после чего войско обратилось в бегство. Ворвавшись в город на плечах отступающих, бойцы Кахтабы устроили избиение так же, как в Тусе. Всего было убито будто бы 10 тыс.; в этом бою погиб и Нубата. Многие рядовые джурджанцы, убеждённые победами Кахтабы, пополняли ряды его войска. Наср б. Сайар, утративший уже всякое влияние на ситуацию, едва получив извещение о потере Джурджана, вновь отступил на запад — в область Реййа. Получив извещение об этом, Абу Муслим перенёс свою ставку из Мерва в Нишапур.
Только теперь Марван II понял, что начавшееся в Мерве восстание — что-то большее, чем рядовой хариджитский мятеж или попытка очередного Алида заявить претензии на имамат. Агенты халифа перехватили гонца с посланием к Абу Муслиму и из текста письма узнали, кто скрывается за личиной «неизвестного имама из рода Пророка». Ибрахим б. Мухаммад б. Али был схвачен и заключён в темницу в Харране — однако арест не изменил ситуации. В отсутствие имама должна была возрасти роль Абу Саламы — первого звена в аббасидской организации — однако тот не имел реальной силы, которая была сосредоточена в руках Абу Муслима, неожиданно для себя оказавшегося вершителем судеб всего аббасидского движения.

### Триумф Аббасидов
Руководство восстанием перешло к брату Ибрахима, Абуль-Аббасу Абдаллаху, который в октябре 749 года тайно прибыл в Куфу, захваченную аббасидской армией. Почти полтора месяца руководитель Абу Салама намеревался договориться с шиитскими лидерами и передать им власть, но те отказались от его предложений. 28 ноября 749 года, когда о прибытии Абуль-Аббаса стало многим известно, тот явился народу в соборной мечети и произнёс программную речь, после чего присутствовавшие присягнули ему. В этой речи Абуль-Аббас назвал себя «щедрым» (или «прощающим грехи») — ас-саффах, и этот эпитет впоследствии принимали и другие халифы. Объяснение термина ас-саффах как «проливающий [кровь]» представляется сомнительным.
Последняя попытка Марвана II подавить мятеж силой оружия стала катастрофой на реке Большой Заб.

### Последние этапы
Аббасиды пришли к власти на волне шиитской пропаганды, но действовали в собственных интересах. Они почти поголовно истребили Омейядов, спаслись лишь единицы. Внук Хишама, Абдуррахман, бежал в Магриб и основал в Андалусии новую династию. Важнейшим следствием революции были утрата арабами привилегированного положения и монополии на власть и уравнение в правах мусульман разных народов. Это привело к быстрой исламизации Ирана и Средней Азии и усилению роли иранского элемента в Халифате. Если прежде халифы являлись в первую очередь предводителями арабской армии, подавлявшей волнения внутри страны и завоёвывавшей новые земли, то при Аббасидах они возглавили общемусульманскую общину. Этническая принадлежность в управлении теперь значила меньше, чем вероисповедание. Государством управляла уже не арабская племенная аристократия, а иерархия чиновников; при этом заимствовались формы государственного управления сасанидов.
Укрепив свою власть, Аббасиды сначала убили Абу Саламу (750 г.), а затем и Абу Муслима (755 г.).

## Создание империи
Столица халифата была перенесена из Сирии в Ирак, который стал центром новой империи.  Аббасиды отвернулись от средиземноморского мира и обратились в сторону культуры персов и ассимилированных ими народов, оставив Сирию на западной периферии государства. По мнению историков, эти факты говорят о намерении аббасидов установить имперский стиль правления.  